# Mitsubishi Grandis
La Mitsubishi Grandis è un'automobile monovolume a sette posti prodotta dalla casa automobilistica giapponese Mitsubishi Motors Corporation dal 2003 al 2011.
Sostituisce la Mitsubishi Space Wagon. È stata presentata il 14 maggio 2003 ed è venduta in Giappone, Asia, Europa, Oceania, Messico e Sud America.
La Grandis costituisce la base per la concept car Mitsubishi FCV (Fuel Cell Vehicle), spinta da una tecnologia fuel cell.
La Grandis ha vinto il premio "Best MPV" al ventiseiesimo Bangkok International Motor Show nel 2005.

## Meccanica
La Grandis utilizza uno scheletro della carrozzeria realizzato in acciai alto resistenziali misto ad acciai a deformazione programmata a tre punti con componenti in alluminio per contenere il peso. Gli acciai alto resistenziali vengono utilizzati per la struttura compresa tra il frontale, i montanti A e i montanti B e si estendono fino al pavimento posteriore. La scocca viene denominata RISE (Reinforced Impact Safety Evolution Body).
Il telaio di base è una piattaforma flessibile derivata da quella della Galant di ottava generazione ed è una struttura a trazione anteriore o integrale con motore anteriore in posizione trasversale. Il passo è di 2,751 metri. Le sospensioni anteriori possiedono una geometria a ruote indipendenti di tipo MacPherson con barra stabilizzatrice mentre le posteriori sono di tipo indipendenti multilink con barra stabilizzatrice. La versione a trazione integrale sfrutta il sistema Mitsubishi Multi-Select 4WD che offre tre differenti modalità: 2WD, 4WD e LOCK. La modalità 2WD disconnette l’asse posteriore e la vettura viaggia a trazione anteriore; la modalità 4WD adatta automaticamente la trazione in base alle superfici stradali; la modalità LOCK invece è a trazione integrale fissa. I modelli a trazione integrale non sono stati venduti in Europa. 
Tra i dispositivi di sicurezza sono presenti l’ABS, l’EBD e il controllo di stabilità e trazione oltre ad airbag frontali, per la testa e laterali (sei in totale).

## Riutilizzo del nome
A febbraio 2025 Mitsubishi Motors Europe: ha rivelato tramite teaser trailer pubblicato sul proprio sito, la nuova generazione di Grandis, un C-SUV su base della Renault Symbioz.

## Motorizzazioni
- 2.4 L I4 MIVEC 4G69 (Benzina)
- 2.0 L I4 DI-D (Diesel Volkswagen)